# Kosmos 2397
Kosmos 2397, ruski satelit sustava ranog upozorenja o raketnom napadu iz programa Kosmosa. Vrste je Prognoz (Oko-1 br. 7126).
Lansiran je 24. travnja 2003. godine u 04:23 s kozmodroma Bajkonura (Tjuratam) u Kazahstanu. Lansiran je u geostacionarnu orbitu (GEO/D) oko planeta Zemlje raketom nosačem Proton-K/DM-2 8K72K. Orbita mu je 35.892 km u perigeju i 35.926 km u apogeju. Orbitna inklinacija mu je 2,32°. Spacetrackov kataloški broj je 27775. COSPARova oznaka je 2003-015-A. Zemlju obilazi u 1442,35 minuta. Pri lansiranju bio je mase kg. 
Za otkriti ispaljene projektile iz SAD, satelit ima mrežu detektora osjetljivih na toplinu. Prema moskovskom Kommersantu, ova skupina geosinkronih satelita pripada skupini US-KMO, također znana kao Prognoz, dok visoko eliptični komplement pripada skupini US-KS, također znanoj kao Oko. Obijema su suplementi radari bazirani na tlu, njih oko osam. Moskovski Kommersat služi se imenom US-KMO za seriju od četiri takve svemirske letjelice u geostacionarnoj orbiti, te oznakom US-KS za starijih osam u visokoj eliptičnoj orbiti.
Ovaj će satelit upotpuniti globalno pokriće lansiranja projektila, pokrivši dosad nepokriveni jaz nad tihooceanskim područjem.
Glavno tijelo je u orbiti. Nekoliko se dijelova vratilo (te blok i srednji prehodnik) u atmosferu iz niske (LEO/I) i geostacionarne i geostacionarne transferne orbite.

## Vanjske poveznice
- N2YO.com Search Satellite Database
- Celes Trak SATCAT Format Documentation (engl.)
- Kunstman  Arhivirana inačica izvorne stranice od 12. kolovoza 2019. (Wayback Machine) Satellites in Orbit (engl.)